# Vicariato apostólico de Donkorkrom
El vicariato apostólico de Donkorkrom (en latín: Vicariatus Apostolicus Donkorkromensis y en inglés: Apostolic Vicariate of Donkorkrom) es una circunscripción eclesiástica de la Iglesia católica en Ghana. Se trata de un vicariato apostólico latino, inmediatamente sujeto a la Santa Sede. Desde el 11 de febrero de 2019 su vicario apostólico es el obispo John Alphonse Asiedu, de los Misioneros del Verbo Divino.

## Territorio y organización
El vicariato apostólico tiene 5040 km² y extiende su jurisdicción sobre los fieles católicos de rito latino residentes en los distritos de Kwahu Afram Plains Norte y Kwahu Afram Plains Sur (surgidos en 2012 al dividirse el distrito de Afram Plains) de la región Oriental.
La sede del vicariato apostólico se encuentra en la ciudad de Donkorkrom, en donde se halla la Catedral de San Francisco Javier.
En 2022 en el vicariato apostólico existían 20 parroquias.

## Historia
La prefectura apostólica de Donkorkrom fue erigida el 12 de junio de 2007 mediante la bula Ad expeditius del papa Benedicto XVI, obteniendo el territorio de la diócesis de Koforidua.
El 19 de enero de 2010 la prefectura apostólica fue elevada a vicariato apostólico con la bula Domini verbum del papa Benedicto XVI.

## Estadísticas
Según el Anuario Pontificio 2023 el vicariato apostólico tenía a fines de 2022 un total de 462 000 fieles bautizados.
| Año                                                                             | Población            | Población | Población      | Sacerdotes | Sacerdotes    | Sacerdotes    | Bautizados por sacerdote | Diáconos permanentes | Religiosos | Religiosos | Parroquias |
| Año                                                                             | Bautizados católicos | Total     | % de católicos | Total      | Clero secular | Clero regular | Bautizados por sacerdote | Diáconos permanentes | Varones    | Mujeres    | Parroquias |
| ------------------------------------------------------------------------------- | -------------------- | --------- | -------------- | ---------- | ------------- | ------------- | ------------------------ | -------------------- | ---------- | ---------- | ---------- |
| 2007                                                                            | 12 000               | 136 000   | 8.8            | 7          |               | 7             | 1714                     |                      |            | 6          | 3          |
| 2010                                                                            | 17 000               | 160 000   | 10.6           | 12         | 3             | 9             | 1417                     |                      |            | 7          | 7          |
| 2010                                                                            | 17 582               | 160 000   | 11.0           | 12         | 3             | 9             | 1465                     |                      | 9          | 8          | 7          |
| 2014                                                                            | 20 195               | 171 000   | 11.8           | 16         | 8             | 8             | 1262                     |                      | 8          | 19         | 8          |
| 2017                                                                            | 24 342               | 226 343   | 10.8           | 14         | 7             | 7             | 1738                     |                      | 7          | 18         | 9          |
| 2020                                                                            | 26 780               | 241 630   | 11.1           | 13         | 6             | 7             | 2060                     |                      | 7          | 20         | 9          |
| 2022                                                                            | 37 350               | 298 710   | 12.5           | 18         | 9             | 9             | 2075                     |                      | 9          | 21         | 9          |
| Fuente: Catholic-Hierarchy, que a su vez toma los datos del Anuario Pontificio. |                      |           |                |            |               |               |                          |                      |            |            |            |

## Episcopologio
- Gabriel Edoe Kumordji, S.V.D. (12 de junio de 2007-16 de marzo de 2017 nombrado obispo de Keta-Akatsi)
- John Alphonse Asiedu, S.V.D., desde el 11 de febrero de 2019